# Río Laja (México)
El Río Laja es un río que cruza el Estado de Guanajuato, pasando por el noreste y desembocando en el Río Lerma en Valtierrilla, en Salamanca (Guanajuato).

## Trayecto
El río nace en la presa Jesus Maria, San Felipe, para después de recorrer varias localidades y carreteras, cruzar una orilla de la cabecera municipal de Dolores Hidalgo, en San Miguel de Allende, entra a la presa la begoña, después sale para llegar al municipio de Comonfort, pasarlo a este mismo por en medio de la ciudad. Después, entra a la ciudad de Celaya, donde la gente visita el parque bicentenario, también pasa por los municipios de Villagrán, el municipio de Cortazar, hasta llegar a Valtierrilla, donde desemboca en el Río Lerma.

## Contaminación
El río, en el municipio de Villagrán, tiene una capa espumosa, debido a las inmensas descargas de empresas de la región, de hecho, este factor podría provocar un daño de salud y que disminuiría la calidad de vida de no solo de este municipio, sino de todos los municipios que cruza este río